# Фернандес Сикейра, Матеус
Мате́ус Ферна́ндес Сике́йра (порт. Matheus Fernandes Siqueira; родился 30 июня 1998 года в Итабораи, штат Рио-де-Жанейро) — бразильский футболист, полузащитник клуба «Ред Булл Брагантино».

## Клубная карьера
Фернандес — воспитанник клуба «Ботафого». 28 января 2017 года в поединке Лиги Кариоки против «Нова-Игуасу» Матеус дебютировал в основном составе. 29 мая в матче против «Баии» он дебютировал в бразильской Серии А. В 2018 году Фернандес помог клубу выиграть Лигу Кариока.
31 января 2020 года Матеус Фернандес был официально представлен в качестве игрока «Вальядолида». Формально игрок отдан в аренду «Палмейрасом». Однако 1 июля того же года вступит в силу трансфер в «Барселону», сумма которого составила 7 млн евро.

## Достижения
«Ботафого»
- Чемпион штата Рио-де-Жанейро: 2018

«Барселона»
- Обладатель Кубка Испании: 2020/21

«Палмейрас»
- Обладатель Кубка Либертадорес: 2021